# Lancia Dilambda
La Lancia Dilambda est une automobile haut de gamme luxe fabriquée par le constructeur italien Lancia de 1928 à 1935.

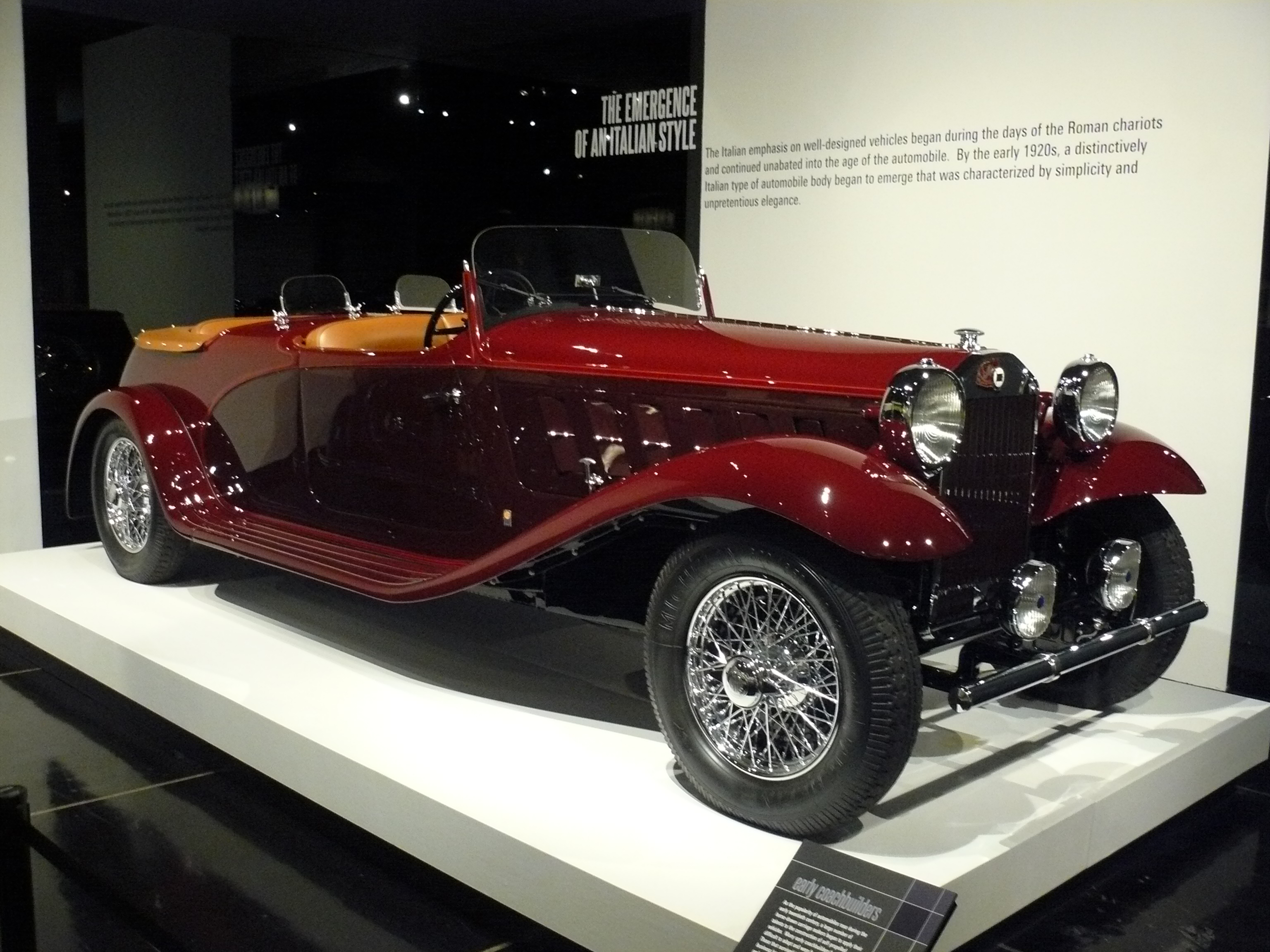
Une Dilambda Tourer de 1932 carrossée par Viotti.

## Le contexte de l'époque
Le projet Dilambda débuta en 1926 quand Vincenzo Lancia, qui n'a jamais été un homme à se reposer sur ses lauriers, décida de proposer à sa fidèle clientèle riche, une héritière à la fameuse Lancia Trikappa qu'il faudrait équiper d'un gros moteur à 8 cylindres.
Au début de l'étude, le projet du nouveau modèle baptisé du code usine 220, reprenait le concept de la Lancia Lambda. Le moteur aurait dû avoir une cylindrée de 3 - 3,5 litres.
À cette période, le hasard voulut qu'un riche client américain fit le voyage pour visiter l'usine turinoise, un dénommé Flocker, qui arriva très facilement à convaincre Vincenzo Lancia des larges possibilités dont la marque pourrait profiter en exportant aux États-Unis un modèle adapté au marché américain.
Sans même questionner ses plus proches collaborateurs, il fit abandonner le projet en cours et orienter la conception du nouveau modèle vers une voiture beaucoup plus grande.
Il s'avérera ensuite que le « rêve américain » de Vincenzo Lancia n'était qu'un mirage: le providentiel Mr Flocker était en effet un homme de paille de la mafia de Chicago: Le projet de la Lancia Motors  of America Incorporated (au capital d' un million de Dollars de l'époque) qui aurait consisté à importer d'Italie des Dilambda « en chassis roulant » et à les carrosser sur place, au goût américain (au rythme impressionnant pour une voiture de luxe de 20 exemplaires /jour) n'était qu'une vaste escroquerie destinée à une entreprise de blanchiment à grande échelle  d'argent douteux. Vincenzo Lancia s'aperçut qu'il était filé en permanence par deux personnages patibulaires et rembarqua vers l'Europe sur le premier paquebot disponible, mais le projet, pas vraiment adapté aux routes et aux conditions économiques de l'Italie (ou Mussolini venait de prendre le pouvoir) était déjà trop avancé pour être stoppé. La crise due au Krach boursier de Wall Street -le Jeudi noir de 1929- allait encore assombrir le tableau.

## Les nouvelles bases du projet
Convaincu que la structure porteuse ne peut être adaptée à un modèle de grandes dimensions et plus lourd, Monsieur Lancia donne la consigne au bureau d'études de concevoir un châssis qui soit le plus robuste et rigide possible, et de lui monter une suspension avant à roues indépendantes selon le même schéma que celui adopté sur la plus petite Lambda.
Le premier prototype de châssis fabriqué, comprenant des longerons et des sous-ensembles caissonnés sera breveté en juin 1927, et fera l'objet de modifications en janvier 1928. Un second brevet décrira précisément le châssis qui correspondra à la Dilambda : châssis à longerons et éléments caissonnés croisés en “X” avec une poutre pour le passage de l'arbre de transmission et incorporation du réservoir de carburant à l'arrière qui fera office de traverse de sécurité.

## Les prototypes
À Turin pendant ce temps-là, le travail est concentré sur la dizaine d'exemplaires de présérie de ce très luxueux modèle, destinés à être envoyés à New York pour être exposés dans le Commodore Hall. Parmi les caractéristiques techniques de haut niveau de la nouvelle Dilambda, il faut citer le moteur, un 8 cylindres en V étroit, ouvert de 24° seulement, dont la cylindrée est de 4 litres. La puissance maximale est de 100 ch obtenus à 3 800 - 4 000 tr/min.
Selon les commentaires des journalistes spécialisés de l'époque, l'élasticité de fonctionnement de ce moteur en est la meilleure caractéristique ; on dit même que la voiture peut démarrer sur le quatrième rapport sans inconvénient.

## Les caractéristiques
Parmi les très nombreuses nouveautés qui feront de la Dilambda une véritable merveille, les techniciens ont placé des silent-blocs au droit de chaque articulation, une pompe de lubrification moteur de toute nouvelle conception, un thermostat pour la régulation de la température de l'eau du circuit de refroidissement, la lubrification « centralisée » du châssis. En série, la nouvelle Dilambda est fabriquée en version berline et torpédo, mais ce sera surtout la version châssis nu qui sera la plus demandée : on ne compte pas à l'époque le nombre de carrossiers italiens et étrangers qui voudront travailler sur cette excellente base mécanique qu'est la Lancia Dilambda.
Une curiosité intéressante : c'est le jeune Gian-Battista Pinin Farina – qui n'a encore pas créé son atelier de carrosserie – qui a suggéré à Vincenzo Lancia d'adopter, en harmonie avec l'écusson de la marque qui trônait sur le radiateur, des phares originaux ronds en forme de boucliers.
Le modèle initial - construit sur un châssis de 347,5 cm – sera défini « Tipo 227 » et sera produit en deux séries, de 1929 à 1931, en 986 exemplaires (879 de la 1re série et 107 de la 2e série) tandis que le « Tipo 229 » à empattement court, qui viendra en complément du « Tipo 227 » en 1931, sera fabriqué en 418 exemplaires (225 1re série et 193 2e série). Puis en 1933 la dernière version de la Dilambda sera lancée, définie comme le « Tipo 232 », elle bénéficie de l'empattement long et sera fabriquée en 281 exemplaires jusqu'en 1935.

## La production
Le nombre d'exemplaires mentionné ci-avant, ne tient pas compte des 12 exemplaires de présérie. Certains clients ont fait modifier leur voiture de la première série en seconde série pour bénéficier des améliorations apportées par le constructeur.
Quoi qu'il en soit, le nombre global de voitures fabriquées est bien de 1 685 exemplaires entre 1929 et 1935. La quantité peut paraître faible de nos jours mais il faut considérer l'époque où la bourse de Wall Street comme toutes les bourses mondiales se sont subitement écroulées, ce qui ne favorisait pas vraiment l'achat de voitures de cette classe. Le prix de vente était d'ailleurs assez prohibitif, en 1931, un châssis Dilambda coûtait 58 000 £ires italiennes, (soit l'équivalent de 50.000 € valeur 2010) tandis que le châssis d'une Lancia Artena coûtait moins de la moitié (24 500 £ires), une Fiat 514 spyder, complète, ne valait que 14 900 £ires.

## Les différentes séries

### 1resérie
- Période de fabrication : 1929 au début de l'année 1931,
- Modèles :
  - Tipo 227, empattement long 347,5 cm,
  - Tipo 229, empattement court 329 cm,à partir de 1931,
- Moteur : Tipo 81
- Numérotation progressive : de 13 à 891 pour le type 227, de 1201 à 1425 pour le type 229,
- Numérotation des châssis : de 27-13 à 27-1075, pour le type 227 (inclus 2e série), de 29-103 à 29-1204 pour le typo 229 (inclus 2e série)
- Exemplaires fabriqués : 1104 - 879 “227” et 225 “229”
- Évolution de la série :

Prototypes et présérie exclus, le châssis Dilambda a été officiellement présenté au Salon de l'automobile de Paris en automne 1929.
En 1930 la production se déroulait normalement, la voiture rencontrait un gros succès dans sa catégorie, 847 exemplaires, puis en 1931, en plus de la version normale Dilambda Tipo 227, la version Tipo 229 compléta la gamme, c'est-à-dire avec un empattement court (329 cm au lieu de 347,5). Durant cette même année 1931, tous les modèles reçurent quelques améliorations qui firent baptiser les nouvelles voitures 2e série.

### 2esérie
- Période de fabrication : de 1931 à la fin de l'année 1932,
- Modèles :
  - Tipo 227, empattement long 347,5 cm,
  - Tipo 229, empattement court 329 cm,
- Moteur : Tipo 81A,
- Numérotation progressive : de 892 à 997 et 1001 pour le Tipo 227, de 1426 à 1618 pour le Tipo 229,
- Numérotation des châssis : de 27-13 à 27-1075, pour le Tipo 227 (inclus 1re série), de 29-103 à 29-1204 pour le Tipo 229 (inclus 1re série),
- Exemplaires fabriqués : 300 - 107 “227” et 193 “229”,
- Évolution de la série :

La seconde série Dilambda, toujours composée de deux modèles, le Tipo 227 à empattement long et le Tipo 229 à empattement court, débute au début de l'année 1931 et se poursuit pendant deux ans, jusqu'à la fin de l'année 1932. Les modifications qui génèreront cette seconde série sont esthétiques avec la calandre qui reprend la ligne des nouvelles Lancia Lambda, ainsi que des améliorations mécaniques comme l'adoption d'un servofrein, de tambours plus petits mais plus épais, des modifications à la boîte de vitesses avec prise directe sur le 3e et 4e rapport, l'adoption de pneumatiques 16 x 45.

### 3esérie232
- Période de fabrication : de 1933 à 1935,
- Modèles :
  - Tipo 232, empattement long 347,5 cm,
- Moteur : Tipo 81A,
- Numérotation progressive : de 1 à 283,
- Numérotation du châssis : de 32-1001 à 32-1283,
- Exemplaires fabriqués : 281,
- Évolution de la série :

La 3e et dernière série de Lancia Dilambda, aussi connue sous le numéro 232, est restée pratiquement trois ans sans changements. Le châssis reprend la dimension du Tipo 227 soit 347,5 cm, légèrement modifié pour permettre un meilleur rendu avec des carrosseries très basses et aérodynamiques typiques de l'époque. Par rapport à la seconde série, il n'y aura pas d'autres modifications.
| Caractéristiques techniques LANCIA Dilambda 3e série | |
| Moteur                                               | avant, longitudinal, monobloc ; culasse rapportée en fonte ; vilebrequin sur 5 paliers ; bielles en acier spécial roulements rapportés ; pistons en alliage d’aluminium ; cylindres en fonte spéciale coulée                                  |
| Nombre et position cylindres                         | 8 cylindres en V de 24° |
| Cylindrée                                            | 3 958,16 cm3 (alésage 79,37 mm x course 100 mm) |
| Distribution                                         | soupapes en tête, verticales (diamètre 38 mm) commandées par culbuteur ; arbre à cames en tête central commandé par chaîne à double renvoi et 2 tendeurs automatiques                                                                         |
| Rapport de compression                               | 5,25:1 |
| Puissance maxi                                       | 100 HP à 3 800-4 000 tr/min |
| Lubrification                                        | forcée, pompe à engrenages et filtre “auto-nettoyant” (pompe à huile supplémentaire pour le retour de l'huile consommée); carter d’huile en aluminium; capacité du circuit : 12 litres                                                        |
| Refroidissement                                      | à eau, circulation forcée par pompe et thermostat de régulation de température; capacité circuit 26 litres |
| Allumage                                             | allumeur Bosch (avance 18°, avance automatique 20°); ordre d’allumage : 1-8-3-6-7-2-5-4; bougies type M 145/1 |
| Alimentation                                         | carburateur vertical Zénith 105 double corps et pompe d’accélération |
| Installation électrique                              | 12 volts - 130 watts – deux batteries de 6 volts chacune de 75 Ah, reliées en série |
| Transmission                                         | traction sur les roues arrière |
| Embrayage                                            | monodisque à sec |
| Boîte de vitesses                                    | boîte en bloc avec le moteur, à 4 vitesses + marche arrière ; rapports : I=2,80 ; II=2,20 ; III=1,488 ; IV=1:1 ; RM=3,70:1 |
| Rapport au pont                                      | rapport de réduction final, couple ipoïde : 12/55 (4,583:1) |
| Carrosserie                                          | châssis en acier caissonné, longerons et traverses croisées en X |
| Suspension avant                                     | roues indépendantes (système Lancia) avec amortisseurs hydrauliques |
| Suspension arrière                                   | essieu rigide, lames longitudinales semi-elliptiques (extrémités montées sur “Silentbloc”) et amortisseurs mécaniques |
| Freins                                               | frein mécanique au pied agissant sur les 4 roues, tambours en aluminium ; système breveté de sécurité qui garantit un équilibrage parfait sur les 4 roues ; frein à main agissant sur les tambours arrière ; servofrein                       |
| Direction                                            | à vis sans fin ; conduite à droite (conformément au code de la route italien) - quelques châssis avec conduite à gauche pour l'exportation ; diamètre de braquage 12,50 m (Tipo 227 empattement long) et 12,00 m (Tipo 229 empattement court) |
| Roues                                                | à rayons Rudge Whitwort |
| Pneumatiques                                         | 16 x 50 ; pression de gonflage 2,75 kg/cm2 à l'avant, 3,00 à l'arrière |
| Empattement                                          | 347,5 cm |
| Hauteur minimale au sol                              | 19,5 cm |
| Voies avant-arrière                                  | 142,4 - 144,2 cm |
| Longueur x largeur                                   | châssis 505,2 cm x 171,0 cm |
| Poids à vide                                         | le châssis pèse 1 350 kg, les voitures carrossées environ 2 150 kg |
| Vitesse maxi                                         | 120 km/h |
| Pente maxi                                           | en 1re vitesse, 23 % à 24 % |
| Consommation                                         | moyenne, comprise entre 18 et 19 litres aux 100 km |
| Taxe (vignette)                                      | puissance fiscale en Italie 40 ch ; vignette (en 1936) 1 200 lires par an |

## Production
| Par année |             |
| Année     | Exemplaires |
| 1928      | 6           |
| 1929      | 22          |
| 1930      | 847         |
| 1931      | 383         |
| 1932      | 136         |
| 1933      | 107         |
| 1934      | 95          |
| 1935      | 89          |
| Total     | 1.685       |

| Par modèle               |             |
| Modèle                   | Exemplaires |
| 227, 1re série (1928/31) | 879         |
| 229, 1re série (1931)    | 225         |
| 227, 2e série (1931)     | 107         |
| 229, 2e série (1931/33)  | 193         |
| 232 (1933/35)            | 281         |
| Total                    | 1.685       |

### Scène culte dans le film deFrederico  Fellini,LesVitelloni.
Dans une des scènes les plus célèbres de ce  film (tourné au début des années 50) une Lancia Dilambda (reconnaissable à son radiateur et surtout à ses phares caractéristiques reproduisant le blason Lancia), dans un état de délabrement avancé, sert de ressort comique à une scène culte du film.
Alberto Sordi , auteur d'une blague de mauvais goût (un bras d'honneur) visant des cantonniers se retrouve dans la position de l'arroseur arrosé lorsque la Dilambda (dont le radiateur fumait abondamment) cale définitivement à cent mètres du chantier dont les rudes ouvriers se ruent, les poings durs et le verbe haut pour venger l'outrage.

## Sources
- (it) Cet article est partiellement ou en totalité issu de l’article de Wikipédia en italien intitulé « Lancia Dilambda » (voir la liste des auteurs).
- Lancia - Tutti i modelli del novecento - RuoteClassiche / Quattroruote 2010
- Storia della Lancia — Impresa Tecnologie Mercati 1906–1969 - Fabbri Editori 1992